# Geldwäschemeldestelle (A-FIU)
Die Geldwäschemeldestelle (A-FIU) ist die offizielle Bezeichnung der österreichischen Financial Intelligence Unit. Sie ist die nationale Zentralstelle für die Entgegennahme und die Analyse von Meldungen über verdächtige Transaktionen oder von sonstigen Informationen, die im Hinblick auf Geldwäscherei oder Terrorismusfinanzierung relevant sind. Die Geldwäschemeldestelle ist im Bundeskriminalamt angesiedelt und damit Teil der österreichischen Sicherheitsbehörden.
Ende 2018 wurde die Geldwäschemeldestelle aufgrund der Ergebnisse einer Evaluierung durch die FATF restrukturiert. Die Geldwäschemeldestelle ist seitdem nicht mehr im Dienste der Strafrechtspflege tätig.

## Analyseverfahren und Funktion der A-FIU
Zur Prävention von Geldwäscherei und von Terrorismusfinanzierung sind jene Berufsgruppen, die besonders geldwäschegeneigte Geschäfte abwickeln, zur Einhaltung bestimmter Sorgfalts- und Meldepflichten angehalten. Als besonders risikobehaftete Berufsgruppen gelten etwa Banken und andere Dienstleister am Finanzmarkt, Rechtsanwälte, Immobilienmakler, Wirtschaftstreuhänder oder seit Jänner 2020 auch sogenannte Dienstleister in Bezug auf virtuelle Währungen. Sie alle haben unüblichen Transaktionen und Transaktionsmustern ohne erkennbaren wirtschaftlichen oder rechtmäßigen Zweck sowie risikobehafteten Kunden besondere Aufmerksamkeit zu widmen. Entsteht bei den meldepflichtigen Berufsgruppen der Verdacht der Geldwäscherei oder der Terrorismusfinanzierung, sind sie zur Erstattung einer Meldung an die A-FIU verpflichtet.
Im Rahmen ihres Analyseverfahrens wertet die Geldwäschemeldestelle die übermittelten Informationen aus, gleicht sie mit vorhandenen Datenbeständen ab und überprüft, ob weitere polizeiliche Erkenntnisse oder sonstige finanznachrichtendienstliche Informationen bekannt sind, die den gemeldeten Verdachtsfall verdichten. Ermittlungshandlungen im Sinne der Strafprozessordnung stehen ihr nicht zu.
Erhärtet sich aufgrund des Analyseverfahrens der Verdacht, dass eine Straftat begangen worden ist, leitet die Geldwäschemeldestelle ihr Analyseergebnis sowie zusätzliche relevante Informationen an die für die Strafverfolgung zuständigen Stellen weiter. In Fällen vermuteter Terrorismusfinanzierung leitet die A-FIU ihr Analyseergebnis an die Direktion für Staatsschutz und Nachrichtendienst (DSN) weiter, bei Verdacht auf Korruptionsdelikte an das Bundesamt zur Korruptionsprävention und -bekämpfung (BAK).
Eine Kernfunktion der Geldwäschemeldestelle liegt in ihrer, den Strafverfolgungsbehörden vorgelagerten, Filtertätigkeit. Aufgrund des hohen Informationsaufkommens vonseiten der meldepflichtigen Berufsgruppen muss die Geldwäschemeldestelle aus den zahlreichen übermittelten Verdachtsmeldungen jene erkennen, denen mit hoher Wahrscheinlichkeit ein strafbarer Sachverhalt zugrunde liegt. Dieses Analyseverfahren führt zu einer Entlastung der Strafverfolgungsbehörden, weil diesen nur solche Sachverhalte übermittelt werden, deren strafrechtliche Verfolgung erfolgversprechend scheint.

## Befugnisse
Zur Erfüllung ihres Auftrags steht der Geldwäschemeldestelle eine Reihe von Befugnissen zur Verfügung:

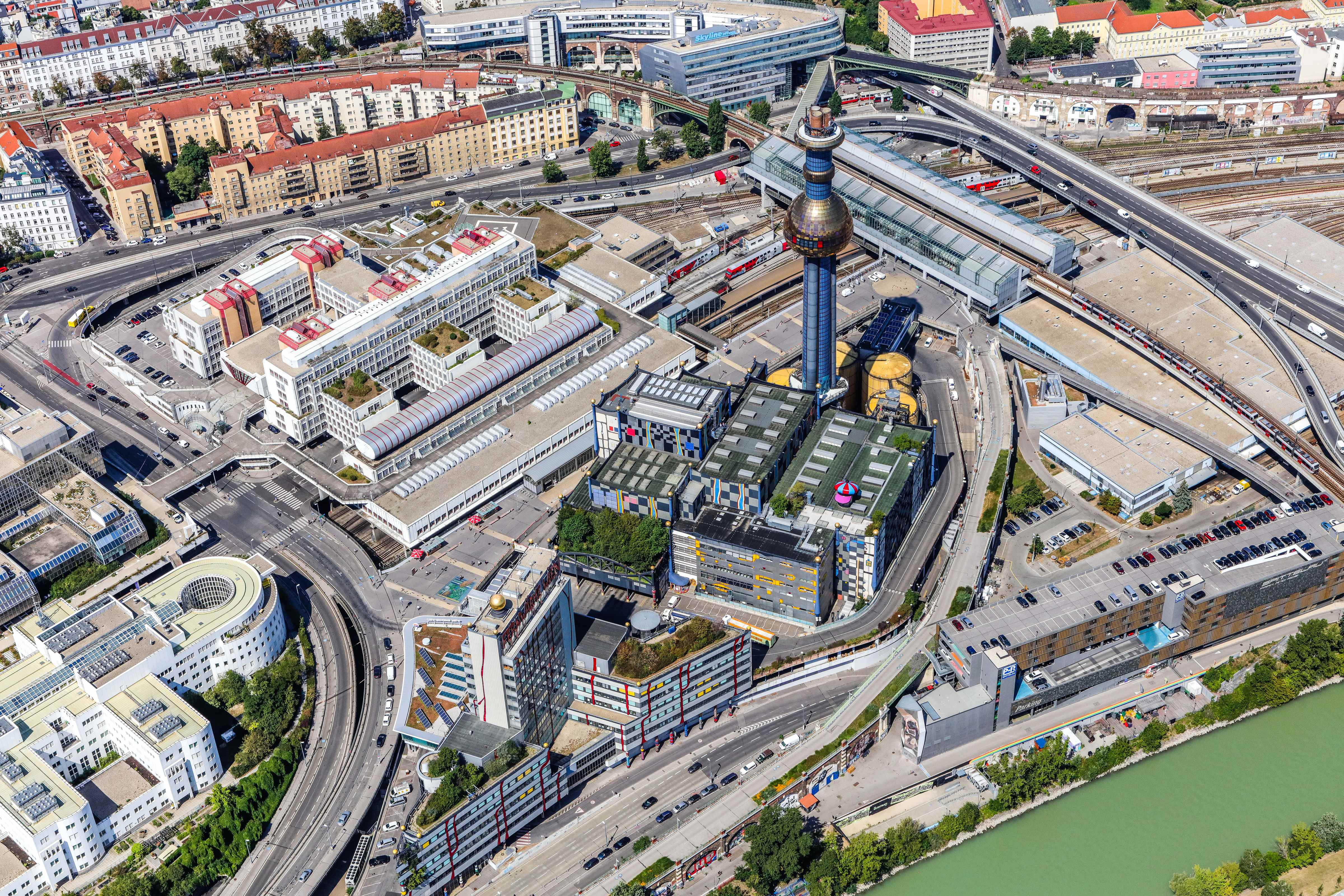
Bundesamtsgebäude Josef-Holaubek-Platz, Sitz der A-FIU

- Die A-FIU kann von den meldepflichtigen Berufsgruppen alle Auskünfte verlangen, die ihr zur Verhinderung oder zur Verfolgung von Geldwäscherei oder Terrorismusfinanzierung erforderlich scheinen. Die Auskunftspflicht besteht ungeachtet einer zuvor erstatteten Verdachtsmeldung.[5] Gegenüber der A-FIU gilt das Bankgeheimnis nicht.[6]
- Die A-FIU ist befugt, alle erforderlichen personenbezogenen Daten zu ermitteln und gemeinsam mit Daten operativ oder strategisch zu analysieren, die sie als Teil der Sicherheitsbehörden in Vollziehung von Bundes- oder Landesgesetzen bereits verarbeitet hat oder verarbeiten darf.[7] Zu diesem Zweck bedient sich die Geldwäschemeldestelle des Analysetools goAML.
- Die Geldwäschemeldestelle ist befugt, ihre Analyseergebnisse und jede andere relevante Information unter Wahrung des Quellenschutzes an inländische und ausländische Behörden oder Stellen weiterzuleiten, soweit dies zur Bekämpfung der Geldwäscherei, ihrer Vortaten oder von Terrorismusfinanzierung erforderlich ist.[8]
- Kommt die A-FIU aufgrund ihrer Analyse zum Ergebnis, dass gegen die Abwicklung eines Geschäfts oder einer Transaktion Bedenken bestehen, so ist sie ermächtigt, diese mittels Anordnung vorläufig zu unterbinden. Darüber hinaus kann die A-FIU anordnen, dass Aufträge eines Kunden über Geldausgänge nur mehr mit ihrer Zustimmung durchgeführt werden dürfen.[9]

## Internationales
Die Geldwäschemeldestelle ist seit 1996 Mitglied der EGMONT-Gruppe und engagiert sich zudem im Rahmen der Financial Action Task Force on Money Laundering (FATF).